# حسن مهدي
حسن مهدي هو ممثل صوت لبناني.

## فيلموغرافيا

### رسوم متحركة
- أبطال التايتنز إنطلقوا! - روبن (الصوت الثاني، نسخة كرتون نتورك بالعربية)
- جينيرايتور ريكس - ريكس
- السنافر - سنفور قذر (نسخة إيمدج برودكشن هاوس)
- عالم غامبول المدهش - غامبول في الموسم الثالث في حلقة الصغار الكبار
- عرض لوني تونز - باغز باني، سبيدي (الدبلجة اللبنانية)
- العم جدو - بيلي باغ
- مات هاتر
- وقت المغامرة الرجل العادي

- عرض توم وجيري- توم القط ((الصوت الاول))
- أبطال سباق السيارات» - روي
- «الأليون» - أندي
- «لوبت» - ثيو
- «جيت إيس» - إيس
- «بابلو» - دراف
- «كريغ من الجدول» - جيبي
- «أسئلة ميلي»
- "ADVENTURE COLLAGE" - مارك
- «مغامرات فريد» - فريد
- «روب الآلي» - روب
- «أنا، إلفيس ريبولدي» - إلفيس

### مسلسلات
- أبطال ليوكو المتطورون - أولريش ستيرن

### أفلام
- البحث عن نيمو - غرغل، والد بيرل (النسخة العربية الفصحى)[4]
- آليس في بلاد العجائب (فيلم 1951) (النسخة العربية الفصحى)[5]
- أبطال التايتنز ومهمة طوكيو - روبن
- الديناصورات - زيني (النسخة العربية الفصحى)[6]
- جامعة المرعبين[7]
- حكاية لعبة 3 - كين (النسخة العربية الفصحى)[8]
- الخارقون (النسخة العربية الفصحى)
- شركة الوحوش (النسخة العربية الفصحى)[9]
- الفأر المتحري - بارتولوميو (النسخة العربية الفصحى)[10]
- فيلم ستيتش - بليكي (النسخة العربية الفصحى)[11]
- ليروي وستيتش - بليكلي (النسخة العربية الفصحى)[12]
- ليلو وستيتش 2 - بليكلي (النسخة العربية الفصحى)[13]
- ميلو ورحلة الإنقاذ[14]

## وصلات خارجية
- حسن مهدي على موقع أرشيف الشارخ.
- حسن مهدي  على فيسبوك.